# Ассім Мадібо
Ассім Мадібо (араб. عاصم ماديبو, нар. 22 жовтня 1996) — катарський футболіст, півзахисник клубу «Аль-Духаїль» і національної збірної Катару, у складі якої — володар Кубка Азії 2019 року.

## Клубна кар'єра
Народився 22 жовтня 1996 року. Займався футболом у Франції, в академії «Осера», а 2014 року продовжив футбольне навчання у катарській академії ASPIRE.
Дорослу футбольну кар'єру розпочав в австрійському клубі ЛАСК (Лінц), за основну команду якого, утім протягом сезону провів лише один матч чемпіонату.
2016 року провів одну гру в третьому іспанському дивізіоні за «Культураль Леонеса», після чого повернувся до Катару, ставши гравцем клубу «Аль-Духаїль». Згодом протягом 2017–2018 років орендувався до бельгійського «Ейпена» і катарського клубу «Аль-Гарафа».
Повернувся до «Аль-Духаїля» 2018 року.

## Виступи за збірні
2014 року дебютував у складі юнацької збірної Катару, взяв участь у 5 іграх на юнацькому рівні.
Протягом 2015–2018 років залучався до складу молодіжної збірної Катару. На молодіжному рівні зіграв у 17 офіційних матчах, був учасником молодіжного чемпіонату світу 2015 року.
2017 року дебютував в офіційних матчах у складі національної збірної Катару. У складі збірної був основним гравцем середньої ланки команди на кубку Азії 2019 року в ОАЕ. Взяв участь у шести із семи ігор своєї команди, пропустивши лише гру чвертьфіналу, а його команда виграла усі матчі турніру із сукупним рахунком 19:1 і уперше в своїй історії стала чемпіоном Азії.
| Дата       | Місто    | Господарі         | Результат | Гості | Турнір                       | Голи | Примітки |
| ---------- | -------- | ----------------- | --------- | ----- | ---------------------------- | ---- | -------- |
| 09-01-2019 | Аль-Айн  | Катар             | 2 – 0     | Ліван | Кубок Азії 2019 - 1-й етап   | -    |          |
| 13-01-2019 | Аль-Айн  | Північна Корея    | 0 – 6     | Катар | Кубок Азії 2019 - 1-й етап   | -    | 71'      |
| 17-01-2019 | Абу-Дабі | Саудівська Аравія | 0 – 2     | Катар | Кубок Азії 2019 - 1-й етап   | -    | 7' 69'   |
| 22-01-2019 | Абу-Дабі | Катар             | 1 – 0     | Ірак  | Кубок Азії 2019 - 1/8 фіналу | -    | 11'      |
| 29-1-2019  | Абу-Дабі | Катар             | 4 – 0     | ОАЕ   | Кубок Азії 2019 - півфінал   | -    |          |
| 1-2-2019   | Абу-Дабі | Японія            | 1 – 3     | Катар | Кубок Азії 2019 - Фінал      | -    |          |
| Усього     |          | Матчів            | 6         |       | Голів                        | 0    |          |

## Досягнення

### Клубні
- Чемпіон Катару (3): 2016-17, 2019-20, 2022-23
- Володар Кубка Еміра Катару (3): 2019, 2022, 2025
- Володар Кубка шейха Яссіма (1): 2016
- Володар Кубка зірок Катару (1): 2022-23

### Збірні
- Переможець Юнацького (U-19) кубка Азії: 2014
- Володар Кубка Азії: 2019